# Nació de l'Islam

Nation of Islam

La Nació de l'Islam (anglès: Nation of Islam, NOI) és una organització religiosa i sociopolítica fundada en els Estats Units per Wallace Fard Muhammad el 1930 a fi de ressuscitar la consciència espiritual, mental, social i econòmica dels homes i dones negres d'Amèrica i de la resta del Món.
Des de 1934, a la mort de Fard Muhammad, fins a 1975, va ser dirigida per Elijah Muhammad. En morir Elijah, l'organització es va escindir en dues faccions, unes de les quals es va apropar a l'Islam tradicional, dirigida per Wallace Fard Muhammad i l'altra, més radicalitzada dirigida per Louis X, el cognom actual del qual és Farrakhan.
Avui dia, el Ministre Louis Farrakhan és el líder de la reconstituïda Nació de l'Islam. El Centre Nacional de la Nació de l'Islam i la seva seu central es troben a Chicago, Illinois.

## Creences
Les creences i la teologia de la Nació de l'Islam es diferencien radicalment de l'islam tradicional, especialment pel seu concepte politeista de Déu. La Nació de l'Islam, de forma similar al mormonisme, considera que existeixen diversos éssers que assoleixen l'estatus de Déu (encara que mai alhora), segons la NOI, l'univers es va crear fa 66 trilions d'anys (el que contradiu les teories científiques que consideren que l'univers té 6 mil milions d'anys), època en què va sorgir del no res el primer Al·là, un home negre. El primer Al·là va morir però va llegar el Consell de 24, conformat per 23 savis o científics negres, presidits per un Al·là o Déu particular. Aquests científics defineixen la història del món amb 25.000 anys en avenç.
Una altra teoria que difereix radicalment de l'islam és que els negres són superiors a les altres races (l'islam estableix la igualtat de totes les races), i que la raça blanca va ser creada artificialment per un científic malvat anomenat Yaqub (el bíblic Jacob, pare de les dotze tribus d'Israel), que va crear una raça de persones blanques perquè dominés el món per 6000 anys. Els blancs (incloent els jueus) són vistos com a éssers demoníacs, com "diables d'ulls blaus".
La Nació de l'Islam també considera que Fard Muhammad és l'encarnació de Déu o l'actual Al·là i que no va morir sinó que va ser traslladat en una nau espacial (la carrossa que va dur al cel Elies i que va ser vista per Eliseu).
La Nació de l'Islam també ha estat acusada de predicar una profunda judeofòbia i propagar odi envers els jueus a qui culpa del comerç d'esclaus.